# Glenea sangirensis
Glenea sangirensis là một loài bọ cánh cứng trong họ Cerambycidae.